# Montaldo Bormida
Montaldo Bormida – miejscowość i gmina we Włoszech, w regionie Piemont, w prowincji Alessandria.
Według danych na styczeń 2010 gminę zamieszkiwało 713 osób przy gęstości zaludnienia 128 os./1 km².